# Christian Donninger
Christian Donninger (* 1957 in Wels) ist ein österreichischer Schachprogrammierer.

## Leben
Christian Donninger wurde 1957 in Wels, Oberösterreich geboren und studierte Mathematik an der Universität Wien. Das Studium schloss er mit einem Doktorat in Statistik ab. Danach arbeitete er einige Jahre am Wiener Institut für Höhere Studien und bei Siemens, bis er sich 1993 als Schachcomputer-Programmierer selbstständig machte. Seit 1999 wohnt er in Altmelon in Niederösterreich. In der Computerschachszene ist er unter dem Spitznamen Chrilly bekannt.
Seine Programme Nimzo (letzte Version 8, 2001) und Schach dem Schweinehund (2000) wurden von der Firma ChessBase vertrieben. Während Nimzo auf eine möglichst hohe Spielstärke ausgerichtet war und damit in Konkurrenz zu Programmen wie Fritz und Shredder stand, sollte das Programm Schweinehund durch Sprachausgabe sowie spezielle Handicapstufen auch weniger gute Schachspieler ansprechen. Donningers Folgeprojekt Brutus wurde von ChessBase nur kurzzeitig finanziert, da keine kommerzielle Verwertbarkeit gesehen wurde.
Ende 2003 wurde Donninger von einem Scheich aus Abu Dhabi gefragt, ob er auf Grundlage der bei Brutus geleisteten Vorarbeiten ein Schachprogramm entwickeln wolle, das in der Lage sei, den menschlichen Weltmeister zu besiegen. Donninger nahm das Angebot an und entwickelte gemeinsam mit dem Paderborner Informatiker Ulf Lorenz, dem Kölner Großmeister Christopher Lutz als Schachberater und dem Pakistaner Ali Muhammad Nasir als Projektmanager einen Schachcomputer namens Hydra, der 2005 einen hohen Wettkampfsieg gegen den englischen Weltklassespieler Michael Adams, zu dieser Zeit die Nummer 7 der Weltrangliste, erzielte.
Donninger gehört bzw. gehörte zum festen Autorenteam der deutschsprachigen Schachzeitschriften KARL und Kaissiber.